# Fonda Cortina
La Fonda Cortina és una antiga fonda de la Pobla de Segur (Pallars Jussà) inclòs a l'Inventari del Patrimoni Arquitectònic de Catalunya.

## Descripció
És un edifici entre mitgeres construït amb murs de maó i de dues plantes d'alçada. La planta baixa ha estat parcialment reformada per les oficines d'un banc. La façana principal està formada per un paredat comú de pedra, amb verdugades de rajol que formen els caps de forjat i els encercolats de les obertures.
És notable aquest treball del rajol amb els remats de la façana. La balconada correguda és amb ferro de forja industrial.

## Història
La data de construcció aproximada és del 1940. Pertanys al conjunt d'obres historicistes fetes amb murs de pedra i encercolats de rajol, característic de començaments de segle.